# Ernesto Foliers
Ernesto Foliers fue un cantante, transformista e imitador de estrellas español.

## Biografía
Se cree que Ernesto Foliers comenzó a ejercer el transformismo en 1907, año en el que también debutó en el Olimpia, concretamente en el mes de octubre.
Foliers alcanzó la fama en 1908, año en el que llevó a cabo notables actuaciones de artistas como La Tortajada, La Fornarina, Amalia Molina y Esperanza Iris, y consagró su fama un año después, actuando el 8 de febrero de 1909 en el Palacio Luminoso de Orense, en una descrita por la prensa como un «evento increíble».
El 11 de junio de 1910 actuó en el Teatro Novedades, en Madrid, dos años antes de que lo hiciera el también transformista Edmond de Bries, y por lo que se le considera el primer transformista profesional español, si vien algunas mujeres como Dora la Gitana ya habían actuado travestidas antes del debut de ambos.
En 1911 actuó imitando a la cupletista Fornarina, a las cantantes Raquel Meller y La Goya y a las también cupletistas Adelita Lulú y Paquita Escribano. Su esposa colaboró con él en estos espectáculos.
En 1913 apareció en un número de la revista El Eco Artístico, siendo anunciado como transformista junto con La Centella, Samuel Crespo, Giannelli, Gitanilla de Valencia, Graells, Gran Fregolino, Salmar y The Satanelas.

## Legado
Ernesto Foliers fue reconocido dentro de la exposición Neotravestismo. Retratos para un siglo XXI disidente de Rubén Antón, una persona especializada en la historia del transformismo español, y que tuvo lugar entre el 1 de abril y el 30 de septiembre de 2021 en L'Art i Café en Sitges, Barcelona.